# Biurko Resolute

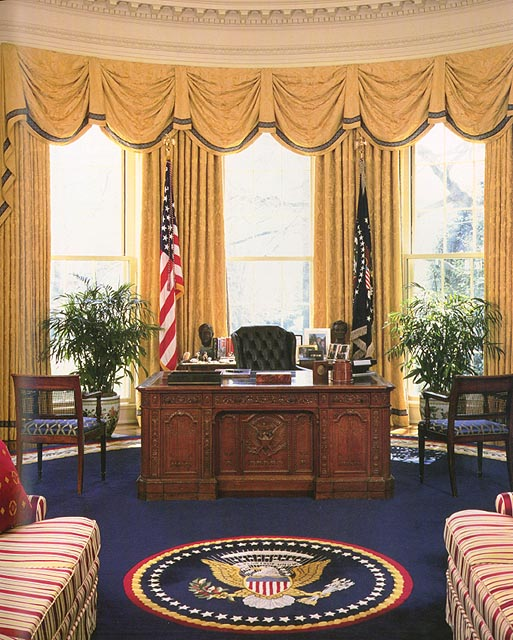
Biurko w Pokoju Owalnym Białego Domu

Biurko Resolute – biurko prezydenta Stanów Zjednoczonych znajdujące się w Gabinecie Owalnym Białego Domu w Waszyngtonie.
Jest to darowizna królowej Wielkiej Brytanii – Wiktorii dla prezydenta Stanów Zjednoczonych Rutherforda Hayesa. Do Białego Domu przywiezione zostało 23 listopada 1880 roku.
Mebel wykonany został z dębowego drewna XIX-wiecznego brytyjskiego żaglowca „Resolute”. Waży 160 kilogramów.
Na mosiężnej tabliczce widnieje napis:
„Biurko wykonane z drewna okrętu zostało ofiarowane przez królową Wielkiej Brytanii prezydentowi Stanów Zjednoczonych dla upamiętnienia szlachetnego i życzliwego gestu, jakim było zwrócenie «Resolute»”
Biurko zostało zrobione z okrętu, który utknął w lodowej krze razem z innymi trzema żaglowcami podczas wyprawy poszukującej śladów zaginionej ekspedycji pod dowództwem sir Johna Franklina. Franklin w połowie XIX wieku poszukiwał tzw. przejścia północno-zachodniego między Atlantykiem a Pacyfikiem na północ od Kanady.
Okręt znalazł w 1855 kapitan James Buddington. Rząd Stanów Zjednoczonych odkupił żaglowiec za 40 tysięcy dolarów, odnowił i podarował statek Wielkiej Brytanii. Dwadzieścia lat później, gdy statek był już stary i przeznaczony do likwidacji, uznano, że trzeba wykorzystać drewno w dobrym celu i wymyślono, żeby wykonać cztery dębowe biurka. 
Biurko, i umieszczona w nim rzekomo tajemnicza skrytka, odgrywa ważną rolę w filmie przygodowym Skarb narodów: Księga tajemnic.

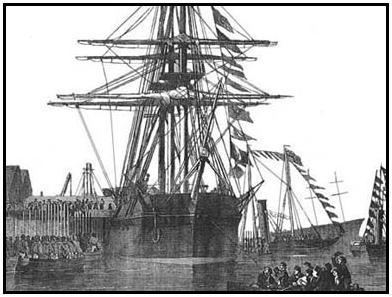
Żaglowiec „Resolute” w grudniu 1856.
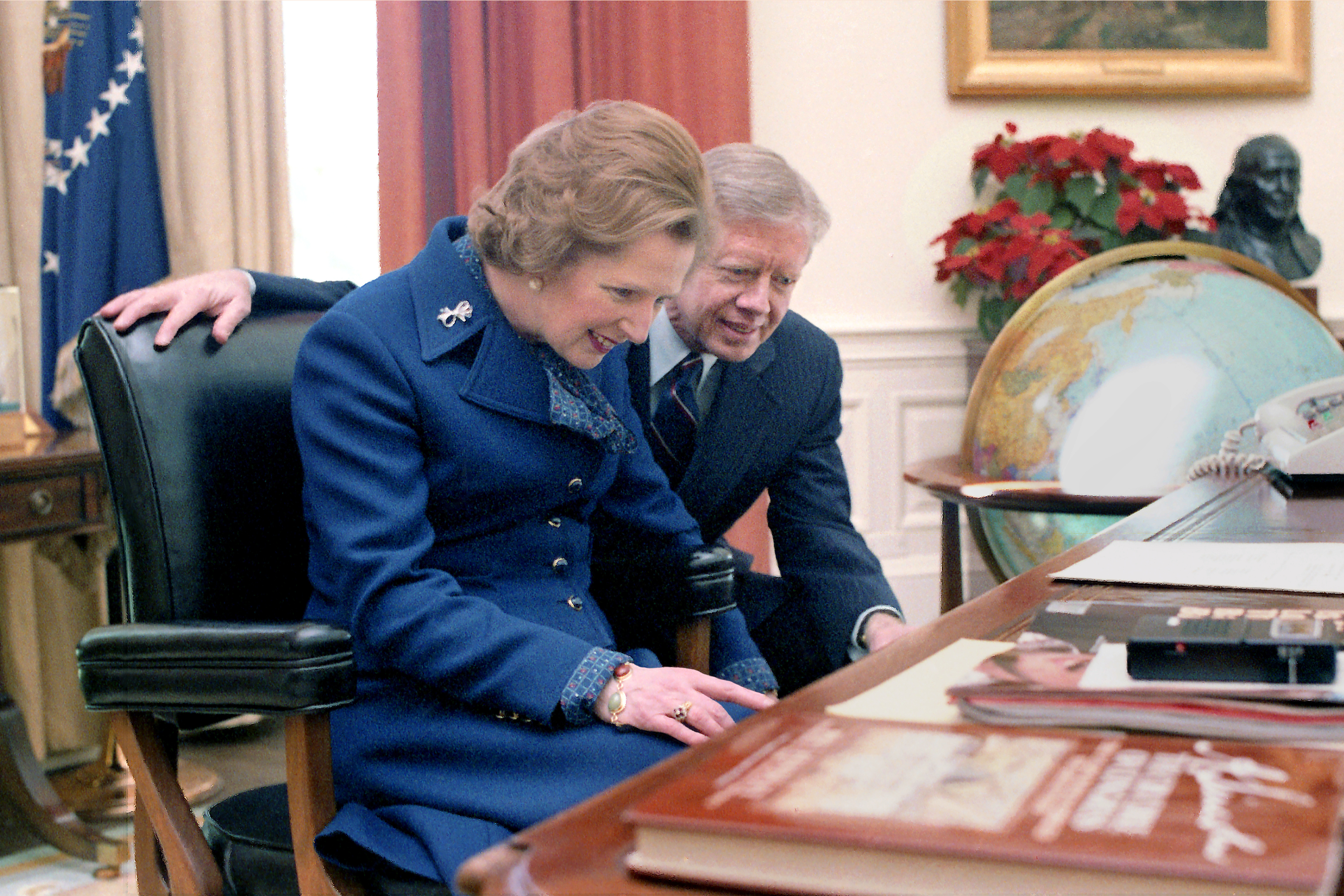
Prezydent Jimmy Carter i premier Wielkiej Brytanii Margaret Thatcher odczytują tekst z tabliczki przymocowanej do biurka, grudzień 1979.
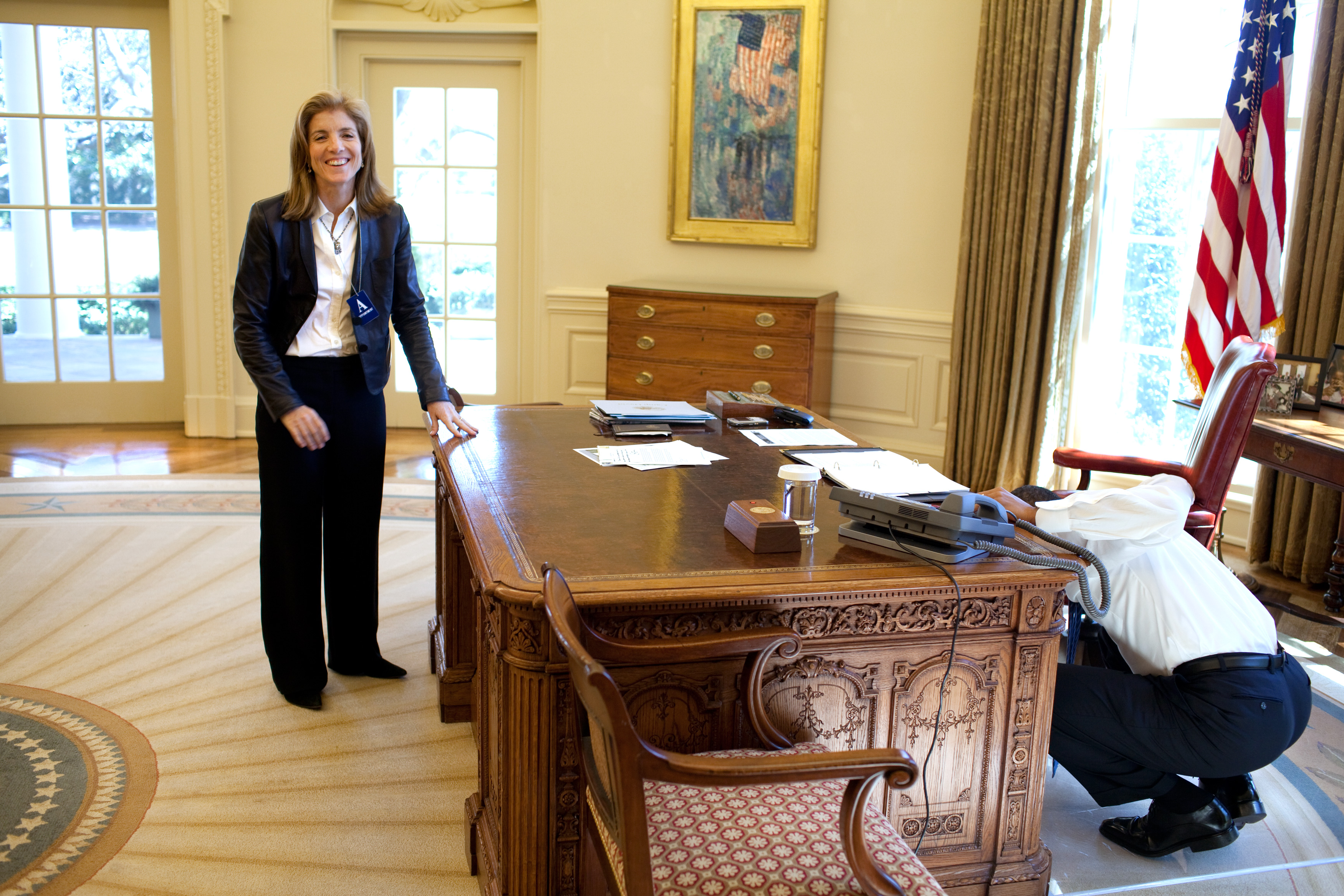
Prezydent Barack Obama (z prawej) w swoim gabinecie w marcu 2009.